# Leyla Zana
Leyla Zana (Bahçe (Diyarbakır), 3 mei 1961) is een Koerdisch politica en mensenrechtenverdedigster.

## Leven

### Huwelijk en maatschappelijke initiatieven
Leyla Zana werd op 14-jarige leeftijd uitgehuwelijkt aan haar twintig jaar oudere neef Mehdi Zana, die kort erop, in 1977, burgemeester werd van Diyarbakır. Haar man zette zich in voor de rechten van Koerden en was daarom in 1971 al eens gearresteerd. Na de staatsgreep in Turkije in 1980 werd hij nogmaals gevangengezet en ditmaal veroordeeld tot dertien jaar gevangenisstraf.
Over de keuze van haar conservatieve vader was ze in die tijd erg verbolgen en opstandig geweest. Niettemin was het uitgerekend door haar huwelijk en de gevangenschap van haar man dat ze in een situatie belandde waarin ze moest leren op eigen benen te staan. Ze leerde lezen, schrijven en de Turkse taal beheersen. Aangemoedigd door haar man pakte ze haar studie op en werd ze de eerste vrouw in Diyarbakır die de middelbare school afrondde zonder dat ze naar school was geweest.
Naarmate het aantal gevangenen in Turkije toenam, raakte ze steeds meer betrokken bij echtgenotes van mannen die gevangengezet waren door het militaire regiem. Ze zette in Istanbul en Diyarbakır kantoren voor vrouwenrechten op. Daarnaast werd ze correspondent en later redacteur voor de krant Yeni Ülke.

### Politieke carrière
In 1988 werd Zana zelf ook voor korte tijd gevangengezet. Ze werd gemarteld en hield er blijvende littekens aan over; ook psychisch werd ze erdoor beschadigd. Door haar persoonlijke ontwikkeling en parallel daaraan de ontwikkelingen in de Koerdische vrijheidsstrijd, namen haar politieke aspiraties toe. Deze brachten haar er in 1991 toe zich te kandideren voor het Turkse parlement.
In 1991 kwam ze samen met Hatip Dicle, Orhan Doğan en Selim Sadak op de kieslijst van de Sosyaldemokrat Halkçı Parti ("Sociaaldemocratische Populistische Partij") en werd ze de eerste Koerdische vrouw die een zetel in het Turkse parlement bemachtigde. In haar eigen district Diyarbakır behaalde ze 84% van de stemmen. Tijdens haar ambtsaanvaarding op 6 november 1991 voegde ze in het Koerdisch aan haar ambtseed, die in het Turks werd afgelegd, toe ernaar te zullen streven "dat Koerden en Turken in een democratisch bestel vreedzaam naast elkaar kunnen leven". Ze droeg daarbij een band om het hoofd in de traditionele Koerdische kleuren geel, groen en rood, die ook in de Vlag van Koerdistan voorkomen.

### Veroordeling
In 1994 werd de partij verboden en op 2 maart 1994 werd de parlementaire onschendbaarheid van haar en zes collega's opgeheven.
Vanwege haar gedrag bij de verdediging, en latere toespraken en geschriften ter verdediging van de Koerdische rechten, veroordeelde de rechtbank haar en haar collega's in december 1994 voor landverraad en het ondersteunen van een terroristische organisatie. Ze werd veroordeeld tot een gevangenisstraf van 15 jaar.
In 1997 bood de Turkse regering haar om gezondheidsredenen aan, haar in vrijheid te stellen. Dit weigerde ze echter met als reden: "Ik hoop op een algemene amnestie voor alle politieke gevangenen. Ik wil niet om gezondheidsredenen vrijgelaten worden terwijl mijn politieke vrienden in de gevangenis moeten blijven."

### Europese interventie en vrijlating
In juli 2001 veroordeelde het Europees Hof voor de Rechten van de Mens de handelwijze van de Turkse autoriteiten. Op 13 december 2001 drong het Europees Parlement middels een resolutie aan op de onmiddellijke vrijlating van Zana. Later, op 11 januari 2005, toen ze inmiddels was vrijgelaten, ontving ze nog een financiële compensatie van de Turkse staat vanwege diens schending van het recht van vrije meningsuiting.
Op 21 april 2004 bevestigde het Staatsveiligheidsgerecht in Ankara de veroordelingen tegen Zana, Dicle, Doğan en Sadak, zodat het er aanvankelijk naar uitzag dat ze ook de rest van hun 15 jaar gevangenisstraf moesten uitzitten.
Het oordeel bracht protesten teweeg in onder meer de Europese Unie. Als gevolg daarvan gelastte het Turkse Hooggerecht op 9 juni 2004 de voorlopige vrijlating van Zana en de drie andere veroordeelden. De wens om toe te treden tot de Europese Unie wordt ook wel gezien als dé grote motor voor politieke, sociale en economische hervormingen in Turkije.
Later, op 9 maart 2007, werd hun zaak hernieuwd behandeld. Een rechtbank in Ankara sprak opnieuw een veroordeling uit, maar verminderde wel de straf tot zevenenhalf jaar. Op dat moment hadden ze er tien jaar op zitten, waardoor ze niet meer naar de gevangenis terug hoefden.

### Verdere politieke carrière
Sinds haar vrijlating in 2004 werkte ze, samen met Doğan, Dicle en Sadak aan de oprichting van een nieuwe partij, die in oktober 2005 tot stand kwam onder de naam Demokratik Toplum Partisi (Democratische Maatschappij-Partij).
Nadat het partij verboden werd ging ze naar Halkların Demokratik Partisi. Sinds 2015 is ze parlementslid.

### Nieuwe veroordelingen

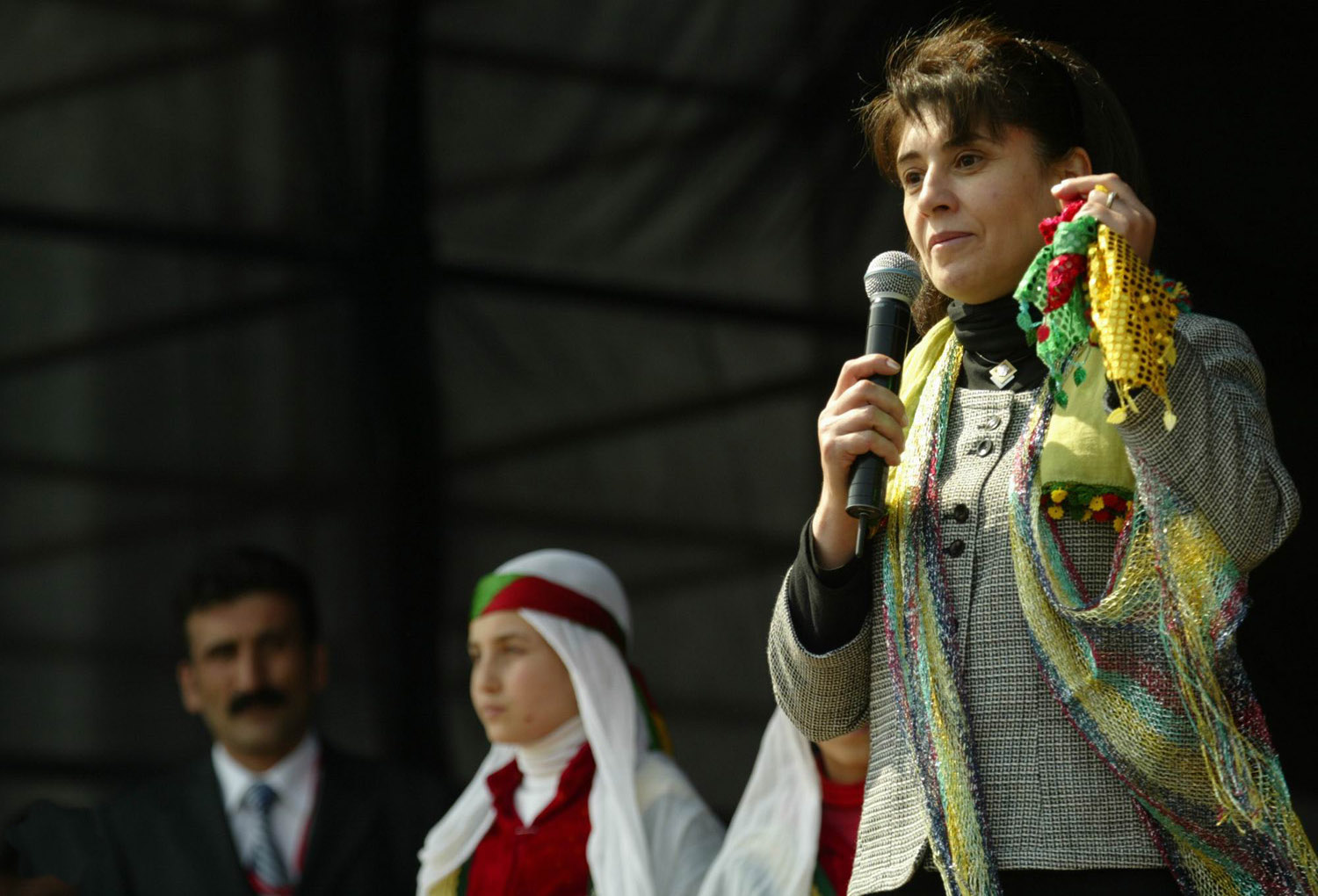
Zana tijdens het Newroz-festival in 2007

Tijdens het Newroz-festival in 2007 hield ze een toespraak, waarin ze sprak over drie Koerdische leiders die een "plaats in ons hart hebben veroverd". Ze rekende hiertoe ook Abdullah Öcalan, de aanvoerder van de verboden Koerdische Arbeiderspartij (PKK). Op 10 april 2008 werd ze vanwege deze uitlating door het gerechtshof in Diyarbakır veroordeeld tot twee jaar gevangenisstraf, wegens propaganda voor een verboden partij. De PKK is een gewapende verzetsbeweging die sinds 1984 streeft naar confederalisme in het zuidoosten van Turkije; Öcalan is daar de belangrijkste leider van en werd in 1999 veroordeeld tot een levenslange gevangenisstraf. De PKK is door de meeste Europese landen bestempeld als terroristische beweging. De gevechten tussen de PKK en de Turkse staat hebben tot circa 35000 doden geleid.
De tekst van de verdediging die ze tijdens de rechtszaak opvoerde, werd door de rechtbank doorgestuurd naar de openbaar aanklager. Die tekst leidde vervolgens op 4 december van hetzelfde jaar tot een veroordeling van tien jaar gevangenisstraf wegens het lidmaatschap van een terroristische vereniging. Tegen de uitspraak ging ze in hoger beroep.
Op 28 juli 2009 werd zo daarbovenop nogmaals veroordeeld wegens "propaganda voor een terroristische organisatie", ditmaal tot vijftien maanden gevangenisstraf, omdat ze tijdens een conferentie in Londen Öcalan had verheerlijkt. Op de betreffende conferentie had ze gesteld dat de PKK en Öcalan voor het Koerdische volk even belangrijk zijn als "de hersens en de ziel dat zijn voor de mens". Ook tegen deze veroordeling is ze in hoger beroep gegaan.
Zana was meermaals in de Benelux, waaronder in 2005 en 2010 in Brussel en in september 2009 in Nederland.

## Onderscheidingen
In 1994 ontving Zana de Noorse Thorolf Rafto-prijs en in 1995 de Sacharovprijs voor de Vrijheid van Denken van het Europees Parlement. De Sacharovprijs is bestemd voor personen en organisaties die zich wijden aan de bescherming van de rechten en fundamentele vrijheden van de mens.
Verder ontving ze nog meerdere onderscheidingen en werd ze in Frankrijk, Zwitserland en Italië door verschillende steden uitgeroepen tot ereburger.